# Chantek
尚特克（Chantek，1977年12月17日—2017年8月7日），出生於美國喬治亞州亞特蘭大的耶基斯国家灵长类研究中心，是一隻由蘇門達臘猩猩與婆羅洲猩猩雜交的雄性混種猩猩。尚特克能夠使用150種美國手語，牠也能理解口語美語，懂得使用工具以及多種與智慧相關的技能，還知道以勞動換取金錢的意義。牠喜歡繪畫、音樂和項鍊。這些技能由美國學者琳·邁爾斯（Lyn Miles）和安·索斯考姆（Ann Southcombe）教授。

## 過世
2013年，動物星球頻道播出了一部關於尚特克生活和經歷的紀錄片。這部片是他們《野蠻之愛》（A Wild Affair）系列的一部分，名為《The Ape That Went to College》。尚特克之前的照顧者琳會來看牠，牠仍然會使用手語，尤其是當琳在場的時候，儘管牠已經10年未吃過蘇打水、霜淇淋、芝士漢堡或糖果，但還是會以手語索討。2017年8月7日，尚特克因心臟病去世，享年39歲。
尚特克和一小群其他猩猩住在亞特蘭大動物園的一個猩猩圍欄裏。牠喜歡畫畫、串珠子和建造東西，個性很害羞，安靜，但會專心聆聽，對周圍環境也很有觀察力。

## 智力
尚特克會使用大約150個修改過的美國手語符號，也聽得懂英語口語。牠會製造和使用工具，甚至理解工作換取貨幣的概念。牠具有空間理解能力，能理解從田納西大學查塔努加分校到最近的Dairy Queen的駕駛路線，也有提及發生在幾年前的事件的心理理解能力。牠是Dairy Queén的Country Basket的超級粉絲，喜歡吃許多Dilly巧克力棒。牠喜歡創造性工作，創作繪畫、項鍊和音樂。
尚特克跟小朋友一樣，更喜歡使用名字而非代名詞（因為參照物是固定的），即使是在與人交談時也是如此。他甚至發明了自己的手語（例如「eye-drink」代表隱形眼鏡溶液，「Dave Missing Finger」代表一個特別的朋友）。牠和大多數人類兒童一樣，很早就發展了指稱能力，就像人類一樣指向物體。尚特克用形容詞來說明屬性，例如，當牠提到不熟悉的猩猩時，會以「orange dogs」稱呼。
尚特克還表現出了自我意識，牠會對著鏡子梳理自己，還會以手語進行心理規劃和欺騙。尚特克並不是像靈長類智力批評家所認為的那樣，只是簡單地表現出制約反應，牠在「西蒙說」這樣的遊戲中學習扮演角色，以及角色反轉。尚特克與許多其他表現出解決問題技巧的猩猩一樣，也表現出某些直覺和思維的性格特質，可以與人類工程中使用的理性相媲美。尚特克的智力和語言能力使一些科學家，包括邁爾斯和道恩·普林斯-休斯（Dawn Prince-Hughes）將牠視為擁有人格。

## 類人猿人格與保護
專家們經常把人格一詞賦性予那些能夠表現出有意識的覺察（conscious awareness）、語言和涵化的動物。邁爾斯和志同道合的提倡者試圖將人的身份擴大到類人猿，最終希望達成根據法律賦予其合法的人格權。
為了實現這一目標，邁爾斯建立了「尚特克計畫」，以進一步研究猩猩的心智。她希望她的研究未來能夠有助於查明人類的符號系統是如何演化及發展。與眾不同的是，她的計畫強調的是文化模式和處理歷程在尚特克養育過程中的發展。她的工作得到了尚特克基金會的贊助，該基金會的使命是更深入地發展對類人猿的科學瞭解，以支持對人猿的文化和語言研究，促進類人猿保育，建立基於文化的人猿保護區，從而在人類與類人猿之間搭起一座理解的橋樑。
尚特克基金會是ApeNet的成員，ApeNet由音樂家彼特·蓋伯瑞創立，目的是透過網際網路連接類人猿，創造第一個物種間的網際網路交流，該項目如今已被取消。

## 外部連結
- FAQsat
- The Ape Who Went to College（页面存档备份，存于） – documentary on Chantek
- OrionSociety.org（页面存档备份，存于） – 'Does an Orangutan find Freedom in the Gift of Words?  Do We?', Susanne Antonetta (March, 2005)
- CNN.com – 'Gifted orangutan lets his fingers do the talking', CNN (November 28, 1997)
- Orangutan.org（页面存档备份，存于） – Orangutan Foundation International